# Quichuana nigricans
Quichuana nigricans är en tvåvingeart som beskrevs av Thompson 1976. Quichuana nigricans ingår i släktet Quichuana och familjen blomflugor. Inga underarter finns listade i Catalogue of Life.